# George Pollock (Regisseur)
George Henry Pollock (* 27. März 1907 in Leicester; † 22. Dezember 1979 in Thanet, Grafschaft Kent) war ein britischer Regisseur und Regieassistent.

## Leben
Pollock kam 1933 zum Film und arbeitete bis 1961 regelmäßig als Regieassistent. In dieser Zeit war er auch die rechte Hand des Starregisseurs David Lean, dem er vor allem in den 40er Jahren bei dessen frühen Filmen Wunderbare Zeiten, Geisterkomödie, Begegnung, Geheimnisvolle Erbschaft, Oliver Twist, Die große Leidenschaft und Madeleine assistierte. Auch Anthony Asquith stand er bei einigen Inszenierungen (The Demi-Paradise, The Way to the Stars und Konflikt des Herzens) zur Seite. Ein Großteil dieser nahezu durchgehend mit ausgezeichneten Kritiken bedachten A-Produktionen basieren auf literarischen Vorlagen.
Im Herbst 1948 kam Pollock nach Wien, um dort bei Carol Reeds vor Ort entstandenem Thriller Der dritte Mann als Second-Unit-Regisseur zu arbeiten.
Mit dem 73 Minuten kurzen Billigkrimi Stranger in Town, der Geschichte eines amerikanischen Reporters, der den gewaltsamen Tod eines Erpressers aufzudecken versucht, gab Pollock Ende 1956 seinen Einstand als Regisseur. Auch Pollocks Folgeinszenierungen besaßen durchgehend B-Film-Status, mehrfach drehte er in Irland (Rooney, Sally’s Irish Rogue, Broth of a Boy) und Italien (Don’t Panic Chaps!, Village of Daughters). Dabei handelte es sich zumeist um Komödien.
Pollocks Karriere erhielt 1961 einen überraschenden Schub, als ihm die britische Filiale der US-Produktionsfirma MGM den Auftrag für eine Verfilmung eines Agatha-Christie-Stoffes gab: Der in schwarz-weiß gedrehte Miss-Marple-Krimi 16 Uhr 50 ab Paddington mit der damals nahezu 70-jährigen Schauspielerin Margaret Rutherford in der Hauptrolle wurde ein überragender Erfolg, woraufhin man Pollock auch die nächsten drei Marple-Fälle inszenieren ließ.
Gleich im Anschluss an den letzten Marple-Stoff Mörder ahoi! erhielt Pollock auch den Zuschlag für die Neuverfilmung einer weiteren Christie-Vorlage, Ten Little Niggers. Das Ergebnis des prominent besetzten – aus Deutschland wurden Marianne Hoppe und Mario Adorf als Diener-Ehepaar verpflichtet – Kriminalfilms Geheimnis im blauen Schloß überzeugte trotz pittoresker Drehorte (Schloss und Interieur in der Grafschaft Dublin, Außenaufnahmen im Zillertal in Tirol) nicht übermäßig und beendete Pollocks Kinokarriere.
George Pollock hat auch eine Reihe von Episoden mehrerer Fernsehserien gedreht, ehe er sich 60-jährig in die südöstlich von London gelegene Grafschaft Kent zurückzog.

## Filmografie (nur Kinofilmregie)
- 1956: Stranger in Town
- 1957: Rooney
- 1958: Sally’s Irish Rogue
- 1958: Der 110. Geburtstag (Broth of a Boy)
- 1959: Don’t Panic Chaps !
- 1959: And the Same to You
- 1961: 16 Uhr 50 ab Paddington (Murder She Said): Miss-Marple-Film
- 1961: Village of Daughters
- 1962: Kill or Cure
- 1962: Der Wachsblumenstrauß (Murder at the Gallop): Miss-Marple-Film
- 1963: Vier Frauen und ein Mord (Murder Most Foul): Miss-Marple-Film
- 1964: Mörder ahoi! (Murder Ahoy): Miss-Marple-Film
- 1965: Geheimnis im blauen Schloß (Ten Little Indians)